# Ihmerter Kirche

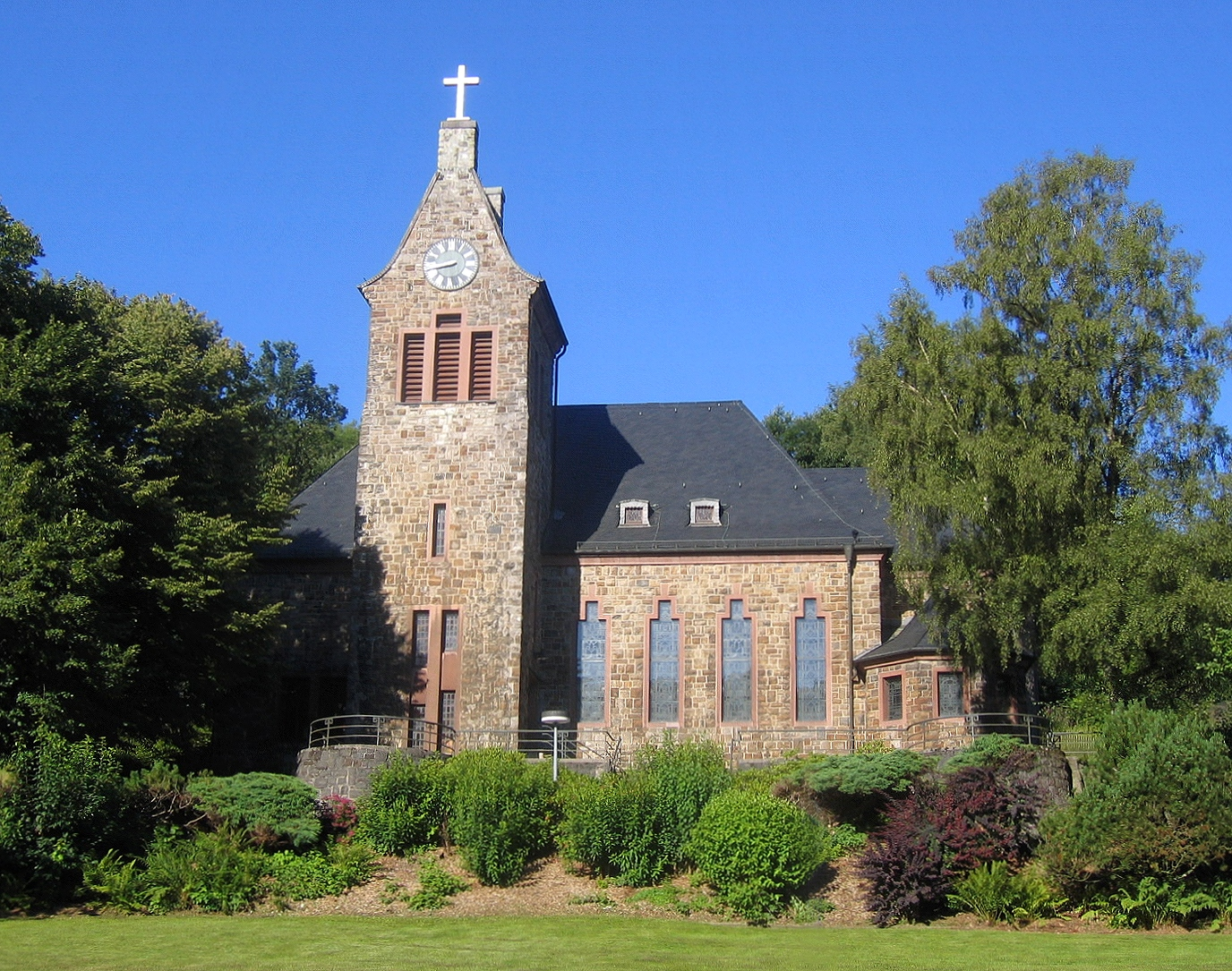
Ihmerter Kirche

Die Ihmerter Kirche ist das einzige Kirchengebäude in Ihmert, einem Ortsteil der Stadt Hemer im Märkischen Kreis, Nordrhein-Westfalen. Sie gehört der Evangelischen Gemeinde Ihmert–Bredenbruch im Kirchenkreis Iserlohn der Evangelischen Kirche von Westfalen. Das Bauwerk liegt im Ortsteil Im Hasberg und wurde 1931 eingeweiht.

## Geschichte
Ihmert gehörte zur Gemeinde der heutigen Bauernkirche in Iserlohn, bis durch die Industrialisierung die Bevölkerungszahl im 19. Jahrhundert massiv zunahm. Ab 1911 gab es für Kesbern und Ihmert einen ersten Laienprediger, der zwei Jahre später durch einen ersten Pastor abgelöst wurde. Eine eigene Kirchengemeinde wurde das Ihmerter Tal am 1. April 1920. In wirtschaftlich schwierigen Zeiten errichteten die Gemeindemitglieder zwischen 1929 und 1931 größtenteils in Eigenleistung den heutigen Kirchbau, der am 15. März 1931 eingeweiht wurde. Die Kirche wurde aus Naturstein errichtet und besteht aus einer Saalkirche mit vorgelagerten Turm, in dem die Gemeinderäume untergebracht sind. Prägendes Gestaltungsmerkmal im Innenraum ist die Bemalung des Chorraums mit einem Bildnis der Himmelfahrt Christi.
Durch einen Brand wurde das Gebäude am 20. Mai 1988 schwer beschädigt, das Hemeraner Architektenbüro von Hermann-Josef Geismann führte die notwendige Restaurierung durch.

## Ausstattung

### Glocken
Die Glocken der Ihmerter Kirche wurden vom Bochumer Verein gegossen und erreichten im November 1930 das Dorf. Das erste Festgeläut erklang an Heiligabend 1930. Die drei ursprünglichen Glocken:
| Nr. | Schlagton | Durchmesser | Gewicht | Inschrift |
| --- | --------- | ----------- | ------- | --- |
| 1   | d′        | 149 cm      | 1754 kg | „O Land, Land, Land, Höre des Herrn Wort! Gestiftet von Firma Hch. Goswin & Co. Ihmert und Firma Friedrich Heer, Ihmert“     |
| 2   | g′        | 135 cm      | 1274 kg | „Ehre sei Gott in der Höhe! Der ev. Gemeinde Ihmert gewidmet von ihrem ersten Pfarrer Karl Thom“                             |
| 3   | g′        | 117 cm      | 951 kg  | „Wachet, stehet im Glauben! Gestiftet von Wilhelm vom Braucke, Bredenbruch Julius vom Braucke Otto vom Braucke Ihmerterbach“ |

Die vierte Glocke der Ihmerter Kirche ist die älteste, wurde aber erst später in die Kirche verlegt. Zuvor war sie die Schulglocke der evangelischen Volksschule Ihmert. Die heutige Uhrenglocke wurde 1917 ebenfalls vom Bochumer Verein gegossen. Bei einem Durchmesser von 49 Zentimeter und einem Gewicht von etwa 50 Kilogramm ist der Schlagton h′′. Die Inschrift:

„König der Ehren bringe uns Frieden
Gestiftet von Friedrich Heer in Ihmert I. W.
Weltkrieg 1917“

### Orgel
Die erste Orgel wurde 1949 errichtet und beim Brand 1988 so stark beschädigt, dass sie ersetzt werden musste. Ihre Disposition:
| Hauptwerk  |       |
| Prinzipal  | 8′    |
| Flöte      | 8′    |
| Oktav      | 4′    |
| Schwiegel  | 2′    |
| Mixtur III | 1 ⁄3′ |

| Schwellwerk |    |
| Salicional  | 8′ |
| Bordun      | 8′ |
| Prinzipal   | 4′ |
| Blockflöte  | 4′ |
| Nachtahorn  | 2′ |
| Tertian II  |    |

| Pedal      |     |
| Subbass    | 16′ |
| Oktavbass  | 8′  |
| Choralbass | 4′  |

- Traktur pneumatisch

Die neue Orgel wurde von Hans Peter Mebold aus Siegen errichtet. Die Abnahme durch eine Sachverständige fand am 1. Februar 1990 statt. In ihrem Bericht bezeichnet sie das Instrument als „Orgelwerk (…), das im westfälischen Orgelbau eine führende Position einnehmen dürfte“. Die Disposition:
| Hauptwerk  |    |
| Prinzipal  | 8′ |
| Gedackt    | 8′ |
| Octav      | 4′ |
| Spitzflöte | 4′ |
| Octav      | 2′ |
| Mixtur III | 1′ |
| Trompete   | 8′ |

| Rückpositiv     |        |
| Bourdon         | 8′     |
| Praestant       | 4′     |
| Flöte           | 4′     |
| Gemshorn        | 2′     |
| Zimbel II       | 2⁄3′   |
| Carillon II–III | 1 3⁄5′ |

| Pedal      |     |
| Subbass    | 16′ |
| Bassflöte  | 8′  |
| Choralbass | 4′  |
| Fagott     | 16′ |

- Drei Normalkoppeln
- Tremulant auf die ganze Orgel
- Mechanische Spiel- und Registertraktur, Schleiflade